# بخش پولدینگ (شهرستان پولدینگ، اوهایو)
بخش پولدینگ (به انگلیسی: Paulding Township) یک منطقهٔ مسکونی در ایالات متحده آمریکا است که در شهرستان پولدینگ، اوهایو واقع شده‌است.
 بخش پولدینگ ۹۳٫۸ کیلومتر مربع مساحت و ۴٬۰۰۸ نفر جمعیت دارد و ۲۲۰ متر بالاتر از سطح دریا واقع شده‌است.